# Strilkovyči
Strilkovyči (ukrajinsky Стрілковичі, polsky Strzałkowice) je vesnice na Ukrajině, v okrese Sambir ve Lvovské oblasti. Žije zde okolo 1200 obyvatel. Podle pověsti bylo v okolí této vesnice vojenské cvičiště a střelnice. Dvě největší blízké vesnice jsou Vanovyči a Dubrivka. Orgánem místní samosprávy je městská rada Sambir.

## Historie
V roce 1400 zde byla založena římskokatolická farnost. V období mezi světovými válkami byla ves součástí druhé Polské republiky. Během německé a sovětské okupace zde byla silná polská sebeobrana, která odradila ukrajinskou povstaleckou armádu od útoku na vesnici. Ukrajinští nacionalisté však v letech 1943–1945 zavraždili na silnicích do obce 10 Poláků. Po druhé světové válce zůstalo v obci mnoho Poláků. Někteří z nich odešli až během tzv. „druhé repatriace“ v letech 1955-1956. Místní farář Adam Garbacik byl sovětskými úřady v letech 1950 až 1955 vězněn za „špionáž pro Vatikán“.

## Pamětihodnosti
- Kostel Všech svatých – zděný kostel, postavený v roce 1664 místo dřevěného, byl vysvěcen dne 22. května 1692, rozšířen byl v roce 1830, uzavřen byl v roce 1950, znovu otevřen byl v roce 1989.[1][3]

## Osobnosti
- Franciszek Mleczko (1864 – ???), rakouský politik polské národnosti, na počátku 20. století poslanec Říšské rady